# Гулливер (театр)
Государственное бюджетное учреждение культуры "Курганский театр кукол «Гулливер» — театр в городе Кургане (Россия). Это один из старейших театров кукол страны.
12 августа 1943 года принято Решение исполнительного комитета Курганского областного совета депутатов трудящихся «О создании областного кукольного театра при концертно-эстрадном бюро Курганского отдела по Делам Искусств». Было поручено поставить к октябрю месяцу сразу 2 спектакля — для детей и для взрослых. Основателем театра стала московская актриса, оказавшаяся в Кургане в эвакуации — Аристова Ольга Леонидовна, которая весной 1944 года вернулась в Москву.
В 1943—1947 годах кукольники выступали в составе концертно-эстрадных бригад (КЭБ) с небольшими эстрадными номерами. Состав бригад за сезон неоднократно переформировывался и вместе с вокалистами и музыкантами кукольники переходили из одной бригады в другую, не имея возможности собраться всем вместе.
В 1948 году приказом по Курганскому отделу искусств в очередной раз переформированы КЭБы и все кукольники собраны вместе в один театр. Директором театра стала Орловская М. В. Театр работал только на выездах. Какие спектакли ставились — история не сохранила, но известно, что 1 января 1949 года состоялась очередная премьера курганских кукольников. Дети увидели спектакль «Аленький цветочек», который много лет был в репертуаре театра. Первые спектакли были традиционно ширмовые, с тростевыми куклами.
В 1960 году состоялась первая запись спектакля на киноплёнку. Свердловская киностудия документальных фильмов прислала оператора Е. П. Соколова отснять спектакль «По щучьему веленью». Спектакль снимали при полном зале.
Постановлением Совета министров и министерства культуры РСФСР от 12 сентября 1964 года группа кукольников при филармонии становится труппой самостоятельного Курганского областного театра кукол. В связи с этим театр переселили в помещение пожарного депо станции Курган, но там нет сцены и спектакли проходили в арендованных залах (Филармония, ДК Строителей и др.). В 1975—1980 годах главный режиссёр Михаил Хусид. C 1976 года театр называется «Гулливер».
В октябре 1984 года «Гулливер» переехал в старое здание концертного зала. У театра появилась своя сцена. С 1990 года театр расположен на улице Советская, 104. Курганский кукольный театр «Гулливер» находится в доме, где родился известный поэт, член правления Союза писателей РСФСР Сергей Васильев. Театр кукол «Гулливер» входит в «Сто чудес Зауралья».
На международных фестивалях в Тюмени, Луцке, Паневежисе, Перми, Париже, Кишинёве, Алмааты работники курганского кукольного театра становятся обладателями гран-при и лауреатами. «Сказка про смелых мальчиков и некоторых смелых девочек» — трижды побывал на фестивалях во Франции, спектакль «Шарманка» получил гран-при фестиваля «Золотой ключик» в Тюмени. Спектакль «Каприч’ио» дважды получал Гран-при и был номинирован на премию «Золотая Маска». Второй раз театр попал в номинацию на премию «Золотая Маска» со спектаклем «Эдип» (реж. Александр Янушкевич).
В труппе театра 10 актеров, большинство — выпускники Екатеринбургского и Ярославского государственных театральных институтов.
Театр имеет свой международный фестиваль театров кукол «Мечта о полёте», который проводился уже четырежды — в 2008, 2011, 2014 и 2017 годах и сразу вошёл в пятёрку самых крупных фестивалей театров кукол.